# LaSexta2
laSexta2 (prononcé laSexta dos) est une chaîne de télévision espagnole du groupe Gestora de Inversiones Audiovisuales La Sexta ayant émis entre 2010 et 2012.

## Histoire de la chaîne

### laSexta 2
Après l'extinction de l'analogique en Espagne, les principaux groupes de télévision se sont fait offrir plusieurs canaux. Le groupe Gestora de Inversiones Audiovisuales La Sexta a choisi de créer laSexta2 et laSexta3. laSexta2 était déjà prévu par le groupe sous le nom de Q Digital.
La chaîne n'ayant pas trouvé son public, elle cesse sa diffusion le 1er mai 2012, moins de deux ans après sa création et se voit remplacer par Xplora, une chaîne documentaire

## Slogans
- 2010 : « Realidad »
- 2011 : « Donde la Realidad supera la Ficción »
- juillet 2011 : « Todo Telenovelas »
- 2011 : « Donde la Realidad supera la Ficción » (seconde fois à la suite de l'échec de la formule Todo Telenovelas)

## Programmes
La programmation de laSexta2 se compose d'émissions culinaires, des séries, des télénovelas et des divertissements.

## Audiences
|      | Janvier | Février | Mars  | Avril | Mai   | Juin  | Juillet | Août  | Septembre | Octobre | Novembre | Décembre | Moyenne annuelle |
| ---- | ------- | ------- | ----- | ----- | ----- | ----- | ------- | ----- | --------- | ------- | -------- | -------- | ---------------- |
| 2010 |         |         |       |       |       |       |         |       | 0,3 %     | 0,3 %   | 0,4 %    | 0,3 %    | 0,3 %            |
| 2011 | 0,5 %   | 0,5 %   | 0,6 % | 0,6 % | 0,6 % | 0,6 % | 0,4 %   | 0,6 % | 0,7 %*    | 0,5 %   | 0,5 %    | 0,5 %    | 0,5 %            |
| 2012 | 0,5 %   | 0,6 %   | 0,6 % | 0,6 % |       |       |         |       |           |         |          |          |                  |

* Maximum historique

Légende :
Fond vert = Meilleur score mensuel de l'année
Fond rouge = Moins bon score mensuel de l'année